# مقاطعة لوبوك (تكساس)

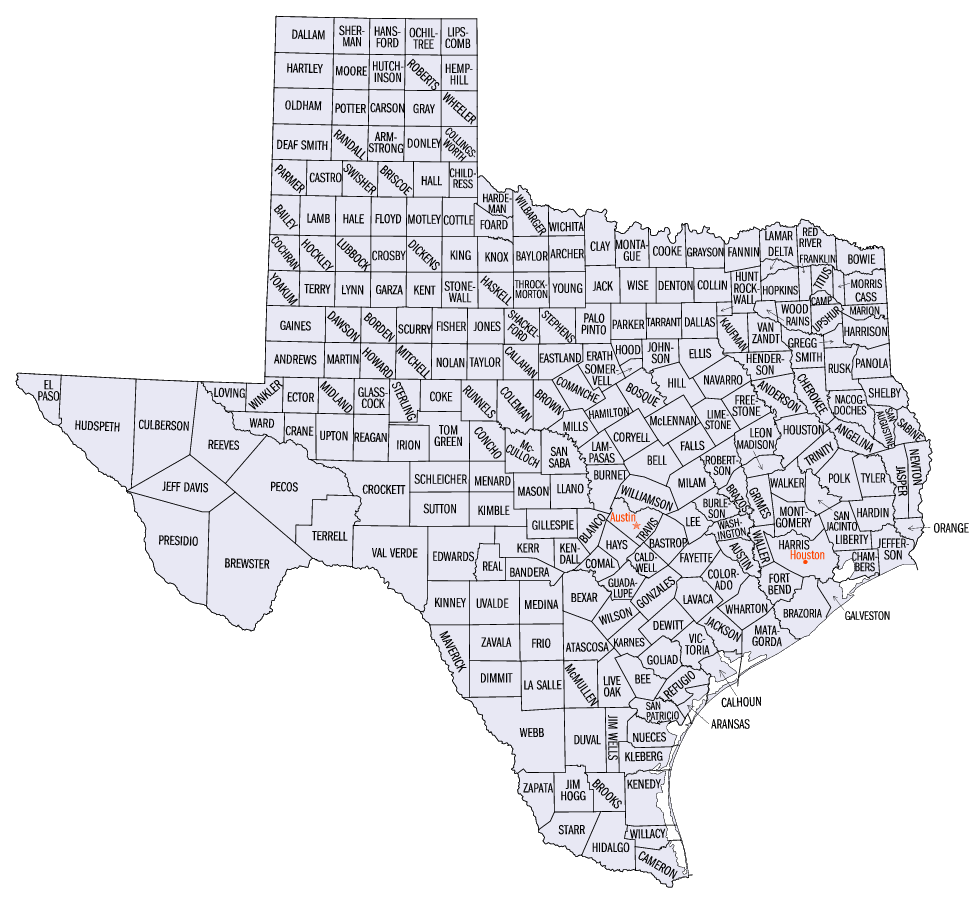
خارطة مقاطعات تكساس

مقاطعة لوبوك (بالإنجليزية: Lubbock  County)‏ هي إحدى المقاطعات في ولاية تكساس، الولايات المتحدة الأمريكية.